# Ropalidia eurostoma
Ropalidia eurostoma är en getingart som beskrevs av Richards 1978. Ropalidia eurostoma ingår i släktet Ropalidia och familjen getingar. Inga underarter finns listade i Catalogue of Life.